# Solvay Schweiz
Die Solvay (Schweiz) AG vormals Schweizerische Sodafabrik AG war ein schweizerisches Chemieunternehmen mit Sitz in Bad Zurzach, das zur internationalen Solvay-Gruppe mit Hauptsitz in Brüssel gehört.

## Geschichte

Schweizerische Sodafabrik, Zurzach, Flugaufnahme von 1957

Nach einer Reihe erfolgloser Bohrungen nach Steinkohle stiess der Bohrunternehmer Cornelius Vögeli aus Leuggern am 12. August 1892 bei Koblenz in einer Tiefe von rund 150 Metern auf eine über zehn Meter dicke Salzsteinschicht. Da es Vögeli nicht gelang, eine Ausbeutungsgesellschaft zu gründen, wandte sich der Kanton Aargau zur Verwertung des Salzvorkommens an die belgische Firma Solvay als grösstes Sodaunternehmen Europas.
Aufgrund der Verhandlungen mit Solvay erteilte der Kanton Aargau als Inhaber des Salzregals den Vereinigten Schweizerischen Rheinsalinen am 21. September 1912 eine Konzession zur Ausbeutung der Salzlager. Die Bedingung war, dass im Bezirk Zurzach eine Sodafabrik zur Herstellung von Natriumcarbonat (Soda) gebaut und mit der Salzausbeutung und der Produktion von mindestens 20'000 Tonnen Soda jährlich bis spätestens 1921 begonnen werden müsse.

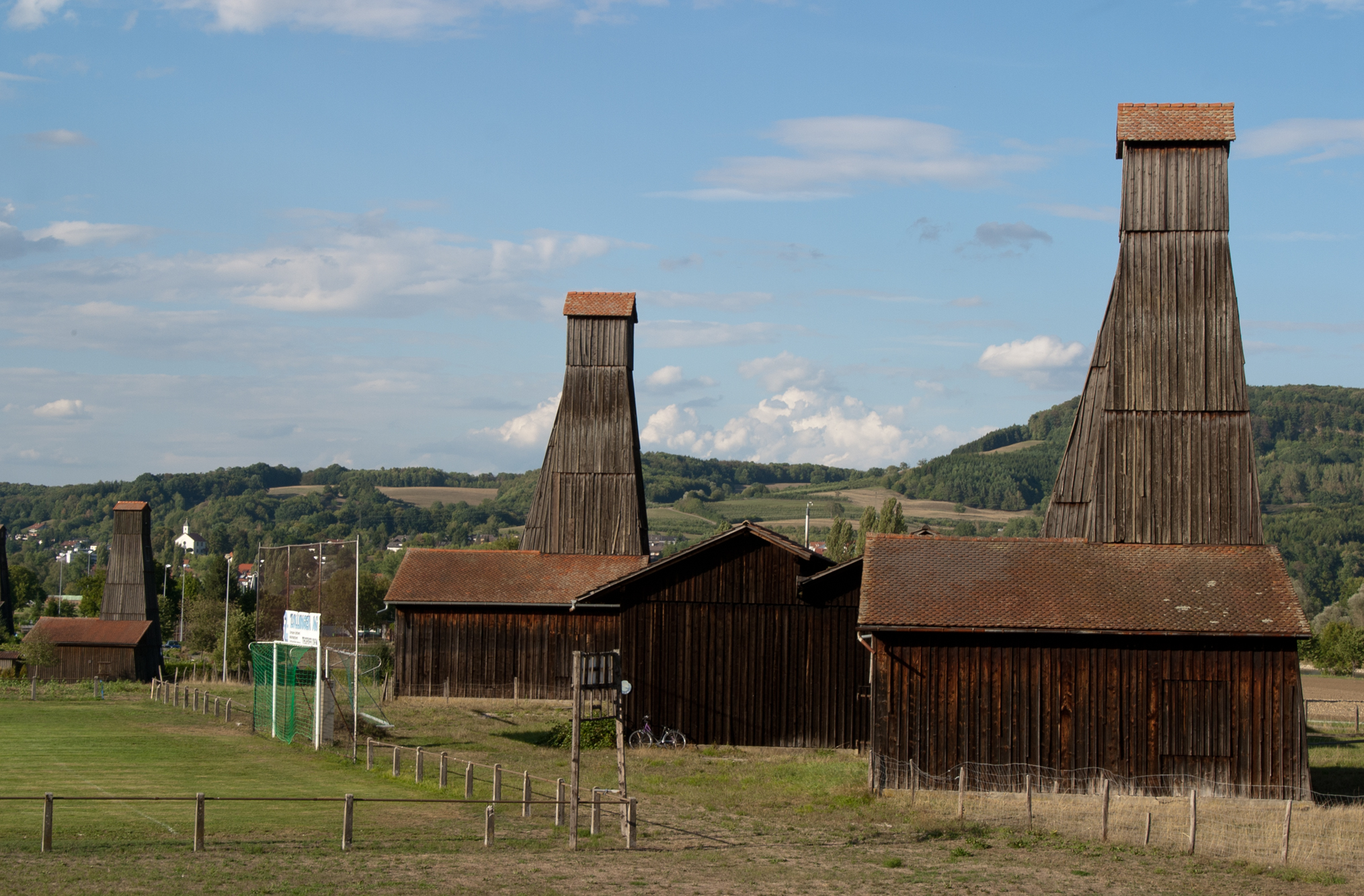
Salzbohrtürme in Zurzach

Die Schweizerische Sodafabrik AG (im Volksmund «Sodi») wurde am 4. Dezember 1914 in Olten mit Sitz in Zurzach und den Vereinigten Schweizerischen Rheinsalinen als Inhaber gegründet. Für den Fabrikstandort wurde das Grenzgebiet zwischen Zurzach und Rekingen gewählt. Der Standort erfüllte alle Voraussetzungen für den Bau einer Sodafabrik: Bahnlinie für den Transport der Kohle, naheliegender Kalksteinbruch (Musital bei Rekingen), Salzvorkommen in der Region mit der Möglichkeit zur Förderung, Deckung des Ammoniaks durch die Gaswerke von Basel und Zürich, genügend Strom von den Rheinkraftwerken sowie ein Siedlungsgebiet, aus dem die Belegschaft rekrutiert werden konnte.
Im März 1915 konnte mit dem Fabrikbau begonnen werden. In Zurzach wurde ein Bohrloch zum Salzlager vorgetrieben und die Sole von dort durch eine unterirdische Leitung bis zur Fabrik gefördert. 1916 konnte die erste Soda produziert und geliefert werden. Als weiteres Produkt wurde feste und flüssige Natronlauge hergestellt. Die ersten Arbeiterwohnhäuser wurden 1920 errichtet.
Nach dem Ersten Weltkrieg wurde die Einfuhrsperre aufgehoben, und die ausländische Konkurrenz trat in Erscheinung. Die Sodafabrik musste viel höhere Kohlepreise bezahlen als ihre ausländische Konkurrenz, was zu höheren Sodapreisen führte. Zum Schutz der einheimischen Industrie erliess der Bundesrat 1919 eine Verordnung, die für den Import von Soda aus dem Ausland eine bundesrätliche Bewilligung vorsah. Trotzdem musste die Fabrikation 1920 für ein halbes Jahr eingestellt und viele Arbeiter entlassen werden.
Die Sodafabrik wurde 1921 vom belgischen Sodakonzern Solvay & Co. Brüssel übernommen, der eine Modernisierung vornahm. Die Zahl der Beschäftigten stieg von 340 im Jahr 1935 auf 750 im Jahr 1950. Von 1940 bis 1950 wurde die Fabrik durch drei Neubauten erweitert, in denen Chlor, Tri, Per und andere chemische Produkte hergestellt wurden. 1944 wurde mit der Fertigstellung einer Elektrolyse die maximale Kapazität chemischer Produktion eingeleitet mit damals über 700 Mitarbeitern.
1963 begann die Herstellung von Eisenchlorid, und 1984 wurde die Elektrolyse modernisiert. In den folgenden Jahrzehnten mussten aus wirtschaftlichen Gründen einzelne Produktionseinheiten schrittweise abgebaut werden. Die Fabrikation von Soda wurde 1987 im Werk Zurzach eingestellt. 1990 waren 197 Mitarbeiter beschäftigt und 2000 noch 125. Die Saline in Zurzach wurde 1995 eingestellt, was den Rheinsalinen ein zusätzliches Auftragsvolumen von 70'000 Tonnen Salz jährlich brachte. Das leerstehende Fabrikareal wurde ab 1999 an Drittfirmen vermietet, was zur Gründung des Solvay Industrieparks Zurzach führte, der heute (2014) von rund 30 Unternehmen mit 180 Mitarbeitern genutzt wird. Mit Abstellung der Elektrolyse 2004 wurden die Produktionsaktivitäten am Standort endgültig aufgegeben. 2004 musste die Mitarbeiterzahl innert zwei Jahren von 135 auf 34 reduziert werden. Nach dem Produktionsstopp wurden weiterhin verschiedene in Frankreich, Italien und Deutschland hergestellte Basisprodukte (Sodaprodukte, Peroxide) für die chemische und pharmazeutische Industrie vertrieben.
Im Jahr 2020 wurde das Handelsgeschäft in eine neugegründete Gesellschaft der Solvay-Gruppe ausgegliedert. Die Solvay Schweiz AG wurde an zwei Unternehmerfamilien aus der Schweiz und Österreich verkauft und in SODI Industriepark AG umfirmiert. Heute (2022) beschäftigt der Sodi Industriepark 20 Mitarbeiter. Es werden Logistikdienstleistungen für den Chemieumschlag angeboten und Flächen, Industriehallen und Wohnimmobilien vermietet.